# Le colline camminano
Le colline camminano (The Walking Hills) è un film del 1949 diretto da John Sturges.
È un film western statunitense con Randolph Scott, Ella Raines e William Bishop.

## Trama
In un saloon si svolge una partita a poker tra l'allevatore di cavalli Jim Carey, il cowboy da rodeo Shep, un cercatore chiamato Vecchio Willy, uno straniero di nome Frazee e un paio di cowboy, Chalk e Johnny. Alcuni di loro parlano di un carico d'oro perduto 100 anni fa nelle Walking Hills e del fatto che qualcuno vi abbia recentemente avvistato un vecchio vagone abbandonato.
Gli uomini decidono di partire a cercarlo. A loro si unisce una donna, Chris Jackson, che in passato era stata fidanzata di Jim ma che poi aveva sposato Shep, che poi la piantò. Si scopre che Shep era fuggito perché era stato accusato di aver ucciso un uomo; il padre dell'uomo, King, aveva quindi assunto un detective che si rivela essere Frazee, che ora sta inviando segnali a King lungo il sentiero.
Gli animi si scaldano e Johnny muore dopo una lite. Chalk si precipita sui cavalli ed è colpito da Jim per legittima difesa. Una terribile tempesta di sabbia si sviluppa, con conseguente morte di Frazee e la scoperta del carro. Il Vecchio Willy lo trova, ma è vuoto. Shep decide di consegnarsi alla legge, con Chris che cavalca insieme a lui. Jim ha il presentimento, nel frattempo, che il carro non era vuoto quando il Vecchio Willy l'aveva trovato. Tornato indietro, scopre di aver ragione.

## Produzione
Il film, diretto da John Sturges su una sceneggiatura di Alan Le May e, per alcuni dialoghi addizionali, di Virginia Roddick con il soggetto dello stesso Le May, fu prodotto da Harry Joe Brown e Randolph Scott (quest'ultimo non accreditato) per la Columbia Pictures Corporation e girato nelle Alabama Hills a Lone Pine, a Calexico e nella Valle della Morte, in California, e a Mexicali, nella Bassa California, in Messico, dal 10 maggio 1948 al 17 giugno 1948.

## Colonna sonora
- You Won't Let Me Go - cantata da Josh White

## Distribuzione
Il film fu distribuito con il titolo The Walking Hills negli Stati Uniti dal 5 marzo 1949 dalla Columbia Pictures.
Altre distribuzioni:
- in Francia il 3 giugno 1949 (Les aventuriers du désert)
- in Finlandia il 19 agosto 1949 (Myrsky yli erämaan)
- in Svezia il 22 agosto 1949 (Öknens äventyrare)
- in Danimarca il 13 febbraio 1950 (Ørkenens eventyrere)
- in Portogallo il 24 gennaio 1951 (Os Aventureiros do Deserto)
- in Germania Ovest il 3 gennaio 1981 (Treibsand, in TV)
- in Brasile (7 Homens Maus)
- in Brasile (Areias Movediças)
- in Grecia (Kinoumenoi lofoi)
- in Italia (Le colline camminano)
- in Spagna (Mares de arena)

## Critica
Secondo il Morandini è "film d'avventure lento nel ritmo, ma godibilissimo".

## Promozione
Le tagline sono:
- "10 WENT IN...7 CAME OUT...as the Walking Hills guarded their treasure! ".
- "Violent Passions Clashing In Fierce Desert Adventure! ".